# Conocephalum
Conocephalum es un género de musgos hepáticas de la familia Conocephalaceae. Comprende 9 especies descritas y de estas, solo 3 aceptadas.

## Taxonomía
El género fue descrito por Friedrich Heinrich Wiggers  y publicado en A General Natural History 2: 118. 1780.  La especie tipo es: Conocephalum conicum (L.) Underw.	 

## Especies aceptadas
- Conocephalum conicum (L.) Underw. - hepática fontana, liquen estrellado.[3]
- Conocephalum japonicum (Thunb.) Grolle
- Conocephalum salebrosum Szweyk., Buczkowska & Odrzykoski